# Takahiro Kimura (zapaśnik)
Takahiro Kimura (jap. 木村孝弘 Kimura Takahiro) - japoński zapaśnik w stylu wolnym. Trzeci w mistrzostwach Azji w 1988 roku.